# Dero botrytis
Dero botrytis är en ringmaskart som beskrevs av Ernst Marcus 1943. Dero botrytis ingår i släktet Dero och familjen glattmaskar. Inga underarter finns listade i Catalogue of Life.